# Wirtschaftshochschule Moskau

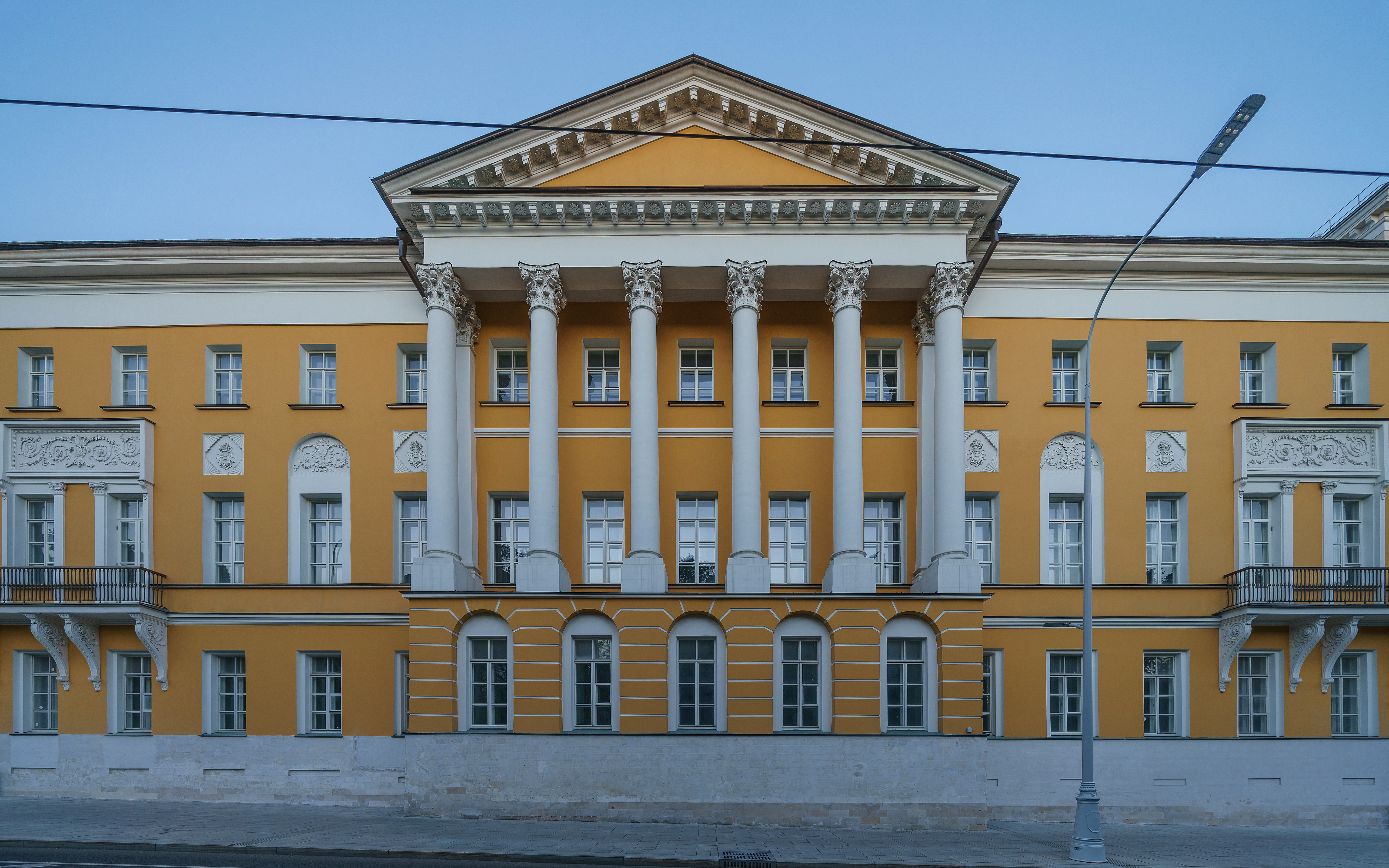
Hauptgebäude (2018)

Die Wirtschaftshochschule Moskau (russisch Национальный исследовательский университет «Высшая школа экономики» (НИУ ВШЭ), englisch Higher school of economics (HSE), wörtlich: Nationale Forschungsuniversität „Hochschule für Wirtschaft“) ist eine Hochschule für Wirtschaftswissenschaften mit Sitz in Moskau.

## Organisation
Der Hauptcampus der Hochschule ist über verschiedene Orte in Moskau verteilt. Weitere Campusse befinden sich in Nischni Nowgorod (seit 1996), in Sankt Petersburg (2, seit 1998) und in Perm (seit 1998).
Insgesamt studieren rund 47.500 Studenten sowie 1000 Doktoranden an der Wirtschaftshochschule, die über 100 Forschungsinstitute und über 20 Forschungslabore unterhält. Hauptforschungsfelder sind Mikroökonomie, Erziehungswissenschaft, Wohlfahrtsökonomik, Gesundheit und technische Entwicklung.

## Geschichte
Die Gründung der Universität steht im Zusammenhang mit dem Zerfall der Sowjetunion und den Bemühungen Russlands, sich in das Weltwirtschaftssystem zu integrieren. Erste Kurse, die wirtschaftstheoretische Fragen unter den Bedingungen sich öffnender Märkte behandelten, wurden 1989/90 am Moskauer Institut für Physik und Technologie und 1990/91 an den Fakultäten für Physik und Geschichte der Lomonossow-Universität Moskau abgehalten. Die Konzeption einer neuen staatlichen Wirtschaftsuniversität wurde im Jahr 1991 in der Wirtschaftsabteilung der Sowjetischen Akademie der Wissenschaften von Jewgeni Jassin und Jaroslaw Kusminow unter Mithilfe von Leonid Abalkin und Jegor Gaidar entwickelt.
Die Wysschaja schkola ekonomiki wurde durch eine Verordnung der russischen Regierung am 27. November 1992 errichtet. Präsident wurde Alexander Schochin, zum Rektor wurde Jaroslaw Kusminow bestellt. In der Anfangsphase ging es zunächst darum, geeignetes Lehrpersonal auszubilden, das sich seit 1993 auch durch Auslandsaufenthalte weiterbildet. In der Folge wurden auch Ausbildungsgänge für Soziologen, Verwaltungsfachleute und Juristen angeboten. Es wurden Forschungszentren geschaffen, welche direkte Aufträge aus Politik und Wirtschaft ausführen. Seit 1995 hat die Hochschule Universitätsstatus. 1996 wurde ein lokaler Campus in Nischni Nowgorod eingerichtet. 1997 kamen zwei weitere Standorte in Sankt Petersburg und Perm hinzu. 1997 begann eine Zusammenarbeit mit der London School of Economics. Seit 2000 hat die Universität einen eigenen Verlag.
Im Jahr 2010 erhielt die Universität den Status einer Nationalen Forschungsuniversität. Seitdem werden verstärkt auch naturwissenschaftliche Studiengänge angeboten. So wurde 2011 das Moskauer Staatliche Institut für Elektronik und Mathematik angeschlossen, 2014 die Entwicklungsabteilung von Yandex in die Fakultät für Informatik integriert, 2017 und 2018 Fakultäten für Physik, Chemie sowie Biologie und Biotechnologie gegründet.
Im Jahr 2012 bekam die Universität einen Aufsichtsrat. Erster Vorsitzender war der stellvertretende russische Ministerpräsident Alexander Schukow. Seit Dezember 2015 gibt es einen allgemeinen Studentenrat sowie eine Vertrauensperson für die Studenten.

## Fakultäten und Einrichtungen (Stand 2020)
in Moskau
- Lyzeum
- Fakultät für die voruniversitäre Vorbereitung
- Fakultät für Mathematik
- Fakultät der Wirtschaftswissenschaften
- Moskauer Institut für Elektronik und Mathematik „Andrei Nikolajewitsch Tichonow“
- Fakultät der Computerwissenschaften
- Hochschule für das Geschäftsleben
- Fakultät für Recht
- Hochschule für Jurisprudenz und Administration
- Fakultät der Geisteswissenschaften
- Fakultät der Sozialwissenschaften
- Fakultät für Kommunikation, Medien und Design
- Fakultät für Weltwirtschaft und Weltpolitik
- Fakultät für Physik
- Internationales Institut für Wirtschaft und Finanzen
- Fakultät für Stadt- und Regionalentwicklung
- Fremdsprachenschule
- Institut für statistische Untersuchungen und wirtschaftliche Kenntnisse
- Bankeninstitut
- Fakultät für Chemie
- Fakultät für Biologie und Biotechnologie

in Sankt Petersburg
- Fakultät für voruniversitäre Ausbildung
- Sankt Petersburger Schule der Geisteswissenschaften und der Künste
- Sankt Petersburger Schule der Physik, Mathematik und der Computerwissenschaften
- Sankt Petersburger Schule der Wirtschaft und der Betriebsführung
- Juristische Fakultät

in Nischni Nowgorod
- Fakultät für Informatik, Mathematik und der Computerwissenschaften
- Fakultät der Geisteswissenschaften
- Fakultät für Betriebsführung
- Fakultät für Wirtschaft
- Fakultät für die Vorbereitung, Umschulung und Weiterbildung von Spezialkräften

in Perm
- Fakultät für Wirtschaft, Betriebsführung und Geschäftsinformatik
- Sozial- und Geisteswissenschaftliche Fakultät

## Bekannte Absolventen
- Konstantin Jurjewitsch Noskow (* 1978), Minister für digitale Entwicklung, Kommunikation und Medien
- Maxim Stanislawowitsch Oreschkin (* 1982), Wirtschaftsminister
- Jegor Sergejewitsch Schukow (* 1998), Journalist, Blogger und Regierungskritiker